# Fulton Street (Manhattan)

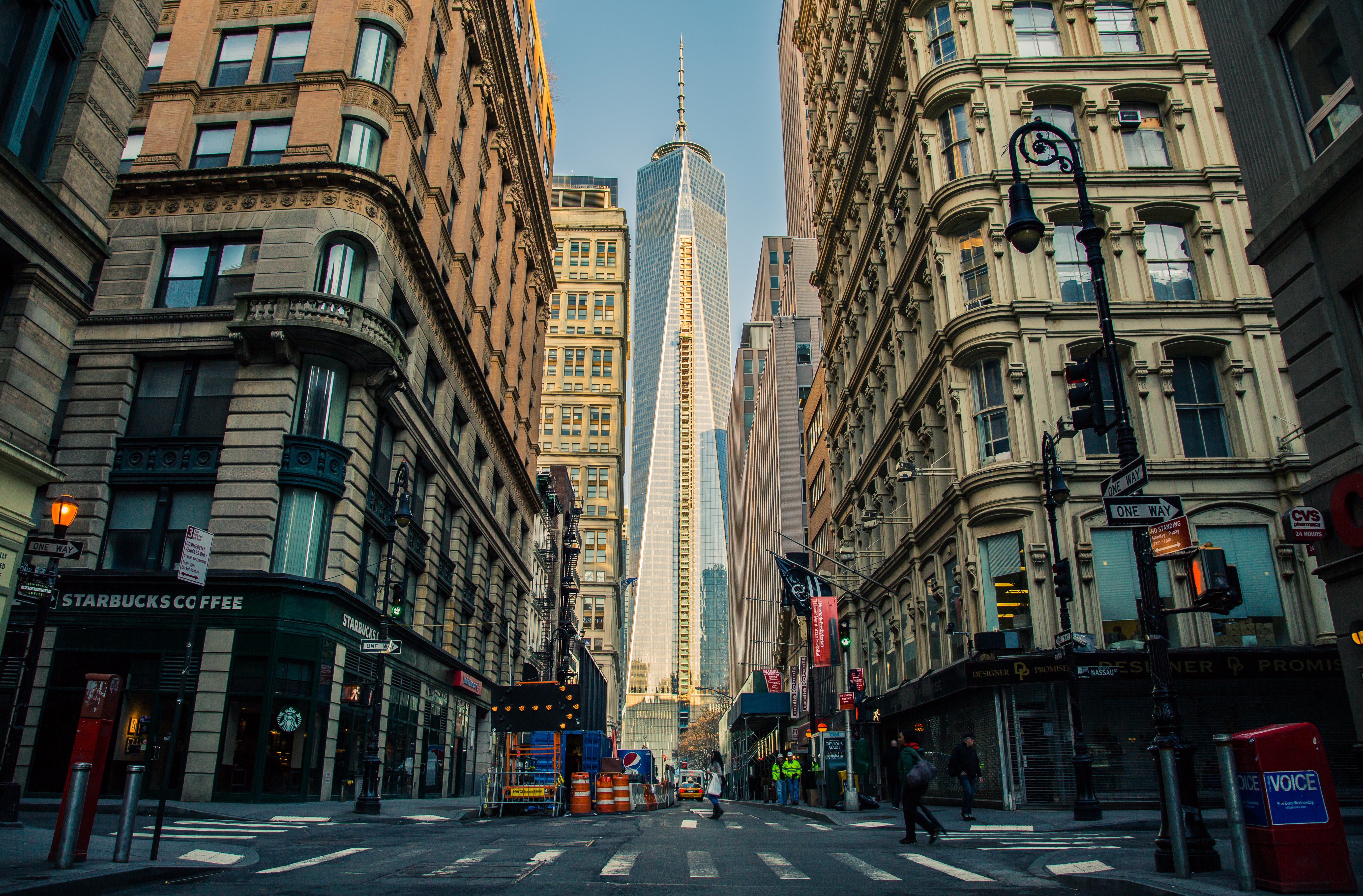
Fulton Street en het One World Trade Center, met Nassau Street gezien vanuit het oosten

Fulton Street is een winkelstraat in de Amerikaanse stad New York, gelegen in de financiële wijk Lower Manhattan.
De straat loopt van west naar oost van de World Trade Center site op Church Street naar de South Street Seaport. Sinds de bouw van het One World Trade Center is de straat iets langer, met een T-splitsing aan West Street. Daarvoor eindigde ze op Church Street. Fulton Street staat bekend om zijn vele gebouwen – veelal winkels – van de stroming beaux-arts, waarvan de meeste herenhuizen dateren uit de Gilded Age na de Amerikaanse Revolutie en daarmee gebouwd werden tijdens de Reconstructie.